# Nigel Phillips
Nigel James Phillips (Reino Unido, 10 de mayo de 1963) es un exoficial de la Real Fuerza Aérea británica, actual gobernador de Santa Elena, Ascensión y Tristán de Acuña. Hasta julio de 2022 fue gobernador de las Islas Malvinas y comisionado de Islas Georgias del Sur y Sandwich del Sur. Previamente, fue agregado militar en diversas misiones diplomáticas británicas.

## Biografía
Se unió a la Real Fuerza Aérea en 1984 y pasó a servir en varios sitios, ascendiendo al rango de comodoro. De 1993 a 1997 asistió a la Universidad de Durham, graduándose en administración de empresas y en 2001 obtuvo una maestría en estudios de defensa, militares, cuestiones políticas e internacionales en el King's College de Londres. Luego se unió a la agencia de servicios y comunicaciones de Defensa como oficial mayor. En 2003 fue asignado a la embajada británica en Estocolmo, Suecia, como agregado de defensa.
En 2007 dejó Estocolmo para convertirse en el comandante adjunto y luego comandante de la guarnición en el Colegio de Defensa de Comunicaciones y Sistemas de Información. Dos años más tarde, en 2009, fue asignado a la embajada británica en Varsovia, Polonia, de nuevo como agregado de defensa.
Comenzó su formación en idioma ruso en la Academia de Defensa en 2012 y en 2014 fue nombrado Jefe de Estudios Estratégicos de Rusia y Política de Europea en el Ministerio de Defensa. Fue nombrado Comandante de la Orden del Imperio Británico por la Reina Isabel II en los honores del cumpleaños real de 2013, y en 2016 se convirtió en el representante militar adjunto del Representante Permanente del Reino Unido ante la Unión Europea en Bruselas, dependiente del Ministerio de Defensa.

### Malvinas
En junio de 2017, el Ministerio de Relaciones Exteriores y de la Mancomunidad de Naciones anunció el reemplazo de Colin Roberts como gobernador británico de las islas Malvinas por Phillips, desde septiembre del mismo año. Así, Phillips se convirtió en el primer militar de carrera que asumió en la colonia desde la guerra de 1982.
La Legislatura de la provincia de Tierra del Fuego, Antártida e Islas del Atlántico Sur rechazó la designación en un comunicado. Por su parte, Walter Vuoto, intendente de Ushuaia declaró: «no sólo repudiamos sino que desconocemos como tal a quien designaron gobernador de las Islas, el militar británico Niggel Phillips. Una vez más, sostenemos que la gobernadora de las Malvinas es Rosana Bertone, gobernadora de Tierra del Fuego, Antártida e Islas del Atlántico Sur [...] No es casual que nombren a militares británicos al frente de los ilegítimos gobiernos en nuestras islas. Se trata de personas que tienen misiones que cumplir y que forman parte del plan de militarización del Atlántico Sur que venimos denunciando».